# Сітігруп-центр (Сідней)
Сітігруп Центр (англ. Citigroup Centre) — хмарочос в Сіднеї, Австралія. Висота 50-поверхового хмарочоса становить 206 метрів, з урахуванням антени 243 метри і він є другим за висотою будинком Сіднея. Будівництво було розпочато в липні 1998 року і завершено в травні 2000. 
Проект було розроблено архітектурним бюро «Crone and Associates».